# Olivier van de Voort
Olivier van de Voort (Roermond, 2 oktober 1997) is een Nederlands zwemmer. In 2016 won hij een zilveren medaille op de 100 meter rugslag tijdens de Paralympische Zomerspelen in Rio de Janeiro.

## Biografie
Als elfjarige jongen verloor Van de Voort zijn linker onderbeen bij een ernstig ongeval met zijn pony. Toen hij 19 was, debuteerde hij op de Paralympische Zomerspelen en werd hij tweede achter de Oekraïner Maksym Krypak. Een jaar na de Spelen besloot Van de Voort zich op zijn studie te concentreren. Na het behalen van zijn masterdiploma ging hij weer zwemmen en in december 2023 kwalificeerde hij zich voor de Paralympische Zomerspelen 2024 in Parijs.